# Euploea meda
Euploea meda är en fjärilsart som beskrevs av Hans Fruhstorfer 1904. Euploea meda ingår i släktet Euploea och familjen praktfjärilar. Inga underarter finns listade i Catalogue of Life.